# Bosznia-Hercegovina a 2008. évi nyári olimpiai játékokon
Bosznia-Hercegovina a kínai Pekingben megrendezett 2008. évi nyári olimpiai játékok egyik részt vevő nemzete volt. Az országot az olimpián 4 sportágban 5 sportoló képviselte, akik érmet nem szereztek.

## Atlétika
Férfi
| Versenyző  | Versenyszám | Selejtező | Selejtező | Döntő    | Döntő    |
| Versenyző  | Versenyszám | Eredmény  | Helyezés  | Eredmény | Helyezés |
| ---------- | ----------- | --------- | --------- | -------- | -------- |
| Hamza Alić | Súlylökés   | 19,87 m   | 17.       | kiesett  | kiesett  |

Női
| Versenyző     | Versenyszám | Eredmény   | Helyezés |
| ------------- | ----------- | ---------- | -------- |
| Lucija Kimani | Maraton     | 2:35:47 NR | 42.      |

NR - Nemzeti rekord

## Cselgáncs
Férfi
| Versenyző  | Versenyszám  | Selejtező         | 32-es főtábla                  | Nyolcaddöntő                       | Negyeddöntő       | Elődöntő          | Vigaszág első kör                | Vigaszág negyeddöntő           | Vigaszág elődöntő | Bronz- mérkőzés   | Döntő             | Helyezés |
| Versenyző  | Versenyszám  | Ellenfél Eredmény | Ellenfél Eredmény              | Ellenfél Eredmény                  | Ellenfél Eredmény | Ellenfél Eredmény | Ellenfél Eredmény                | Ellenfél Eredmény              | Ellenfél Eredmény | Ellenfél Eredmény | Ellenfél Eredmény | Helyezés |
| ---------- | ------------ | ----------------- | ------------------------------ | ---------------------------------- | ----------------- | ----------------- | -------------------------------- | ------------------------------ | ----------------- | ----------------- | ----------------- | -------- |
| Amel Mekić | Félnehézsúly |                   | Adler Volmar (USA) · 0200-0000 | Aszhat Zsitkejev (KAZ) · 0001-1010 |                   |                   | Talál el-Enezi (KUW) · 1100-0001 | Hadfi Dániel (HUN) · 0011-1001 | kiesett           | kiesett           |                   | 9.       |

## Sportlövészet
Férfi
| Versenyző      | Versenyszám           | Selejtező | Selejtező | Döntő   | Döntő    |
| Versenyző      | Versenyszám           | Pont      | Helyezés  | Pont    | Helyezés |
| -------------- | --------------------- | --------- | --------- | ------- | -------- |
| Nedžad Fazlija | Légpuska              | 588       | 35.       | kiesett | kiesett  |
| Nedžad Fazlija | Sportpuska, fekvő     | 586       | 45.       | kiesett | kiesett  |
| Nedžad Fazlija | Sportpuska, összetett | 1148      | 43.       | kiesett | kiesett  |

## Úszás
Férfi
| Versenyző   | Versenyszám    | Előfutam | Előfutam | Előfutam | Elődöntő | Elődöntő | Elődöntő | Döntő   | Döntő    |
| Versenyző   | Versenyszám    | Idő      | Hely.    | Össz.    | Idő      | Hely.    | Össz.    | Idő     | Helyezés |
| ----------- | -------------- | -------- | -------- | -------- | -------- | -------- | -------- | ------- | -------- |
| Nedim Nišić | 100 m pillangó | 57,16    | 7.       | 64.      | kiesett  | kiesett  | kiesett  | kiesett | kiesett  |